# Stanley C. Hunt
Stanley Clifford Hunt (nació en 1954) es un artista de la Columbia Británica de Canadá y es parte de la tribu Kwakiutl, Naciones Originarias de Canadá.

## Historia
Por parte de su padre, Stanley C. Hunt es descendiente del etnólogo nativo George Hunt. Es descendiente de una familia de artistas. Su abuelo Mungo Martin, su padre Henry Hunt. y sus hermanos Richard (nacido en 1951) y Tony (1942-2017) son artistas reconocidos internacionalmente. Stanley nació cuando su abuelo era el escultor principal en Thunderbird Park Museo real de la Columbia Británica (inglés: Royal British Columbia Museum). En 1962, su papá sucedió a su abuelo como escultor principal.

## Artista y maestro
Stanley es un artista activo que trabaja desde su estudio en Fort Rupert en la isla de Vancouver. El y su familia enseñan técnicas tradicionales a la siguiente generación. Obras de Stanley se encuentran en colecciones privadas, públicas y en museos.

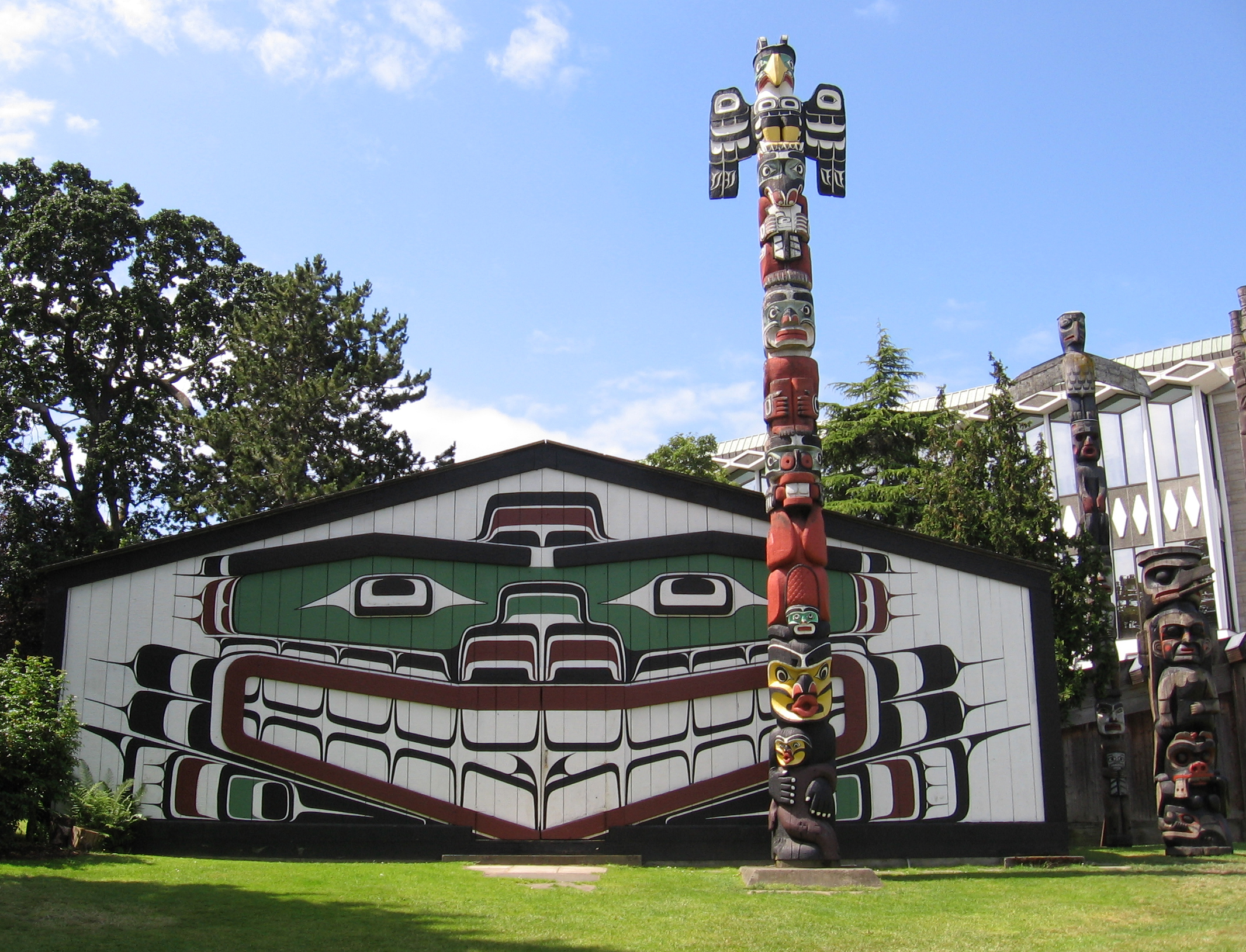
Casa grande y totémsThunderbird Park (Victoria, British Columbia) Izquierda a derecha - la casa de Mungo Martin House conocida como Wawadit'la (tradicionalmente en:Kwakwaka'wakw "casa grande", 1953), Kwakwaka'wakw heraldic pole (1953), Kwakwaka'wakw totém (1981), Kwakwaka'wakw totém(1954).

## Documental
Un documental, Tótem fue producida en 2013 por la directora / cinematógrafa / guionista, Franca González. Esta producción conjunta de Canadá/Argentina documenta el monumental proyecto de 2012, en el cual Stanley talló un tótem de más de 40 pies para reemplazar otro tallado por su famoso padre, Henry Hunt, y que había sido instalado en 1964 en la Plaza Canadá, Buenos Aires, Argentina. El estreno mundial de la película tuvo lugar en el Festival de Cine latinoamericano de Vancouver en septiembre de 2013. La película también fue mostrada en el Festival Internacional DocBsAs 2014, Argentina; el Festival Internacional de Documentales, 2014, Catalunya, España; y el Festival Internacional de Cine de Mérida y Yucatán, 2015, México.

## Legado familiar de preservación cultural
Mungo Martin, el abuelo de Stanley Hunt, es acreditado en la preservación de las artes y la cultura Kwakiutl. Mungo Martin mantenía ceremonias secretas de potlatch durante la prohibición canadiense de potlatch (inglés: potlatch ban) que prohibió estos eventos sociales y las artes nativas asociadas con ellos. La prohibición duró desde 1885 hasta 1951. El primer potlatch legal después de la revocación de la ley en 1951 fue supervisado por Martin en Victoria. Durante la prohibición, Martin esculpió dos tótems para el Pabellón de Canadá en la Feria Mundial de Nueva York de 1939 (inglés: 1939 New York World's Fair). Éstas fueron una sensación y contenían un sutil mensaje que protestaba  la prohibición. En la parte superior del poste, dos pájaros del trueno extienden sus alas sobre las cabezas de osos grizzly grandes. Todos estos son símbolos de fuerza y son representativos de su escudo familiar. En la parte inferior del tótem se encuentran dos castores, el emblema de Canadá.  En 1949, la Universidad de Columbia Británica  contrató a Martin para que replicara los tótems. Durante su carrera como tallador residente de la universidad, construyó su propia casa grande in situ y recolectó y conservó 400 canciones e historias orales. Se le atribuye el renacimiento de un patrimonio artístico una vez declarado muerto.
Continuando con el legado familiar de preservar el patrimonio cultural, Stanley esculpió un tótem de 42 pies 10 pulgadas para la Plaza Canadá en Buenos Aires, Argentina, en 2012 para reemplazar un totem de 60 pies tallado por Henry Hunt y Mungo Martin de 60 pies que se instaló allí en 1962. El poste totémico original se había deteriorado sin posibilidad de reparación. Representantes de la embajada argentina buscaron un tallador de la familia Hunt para reemplazar el poste totémico y contrataron a Stanley Hunt. El poste contiene crestas de la familia Hunt, incluyendo un oso que sostiene un halibut. Un jefe reside en la parte superior del poste con un escudo de cobre que representa a Henry Hunt. Una ballena asesina representa la cresta de la esposa de Stanley Hunt, Lavina Hunt, originaria de Alert Bay.

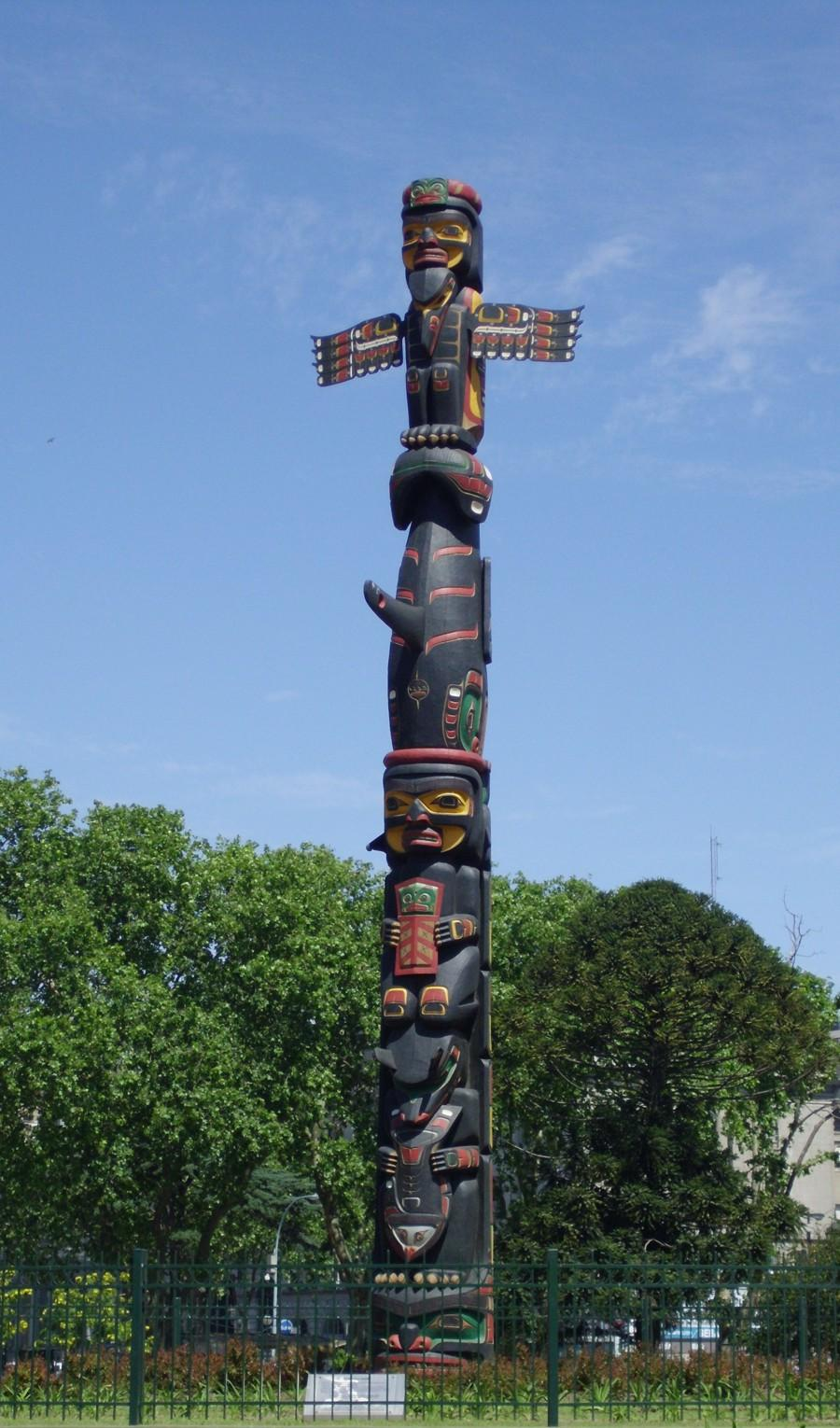
Un totém de 42 pies y 10 pulgadas de altura. El totém fue tallado por Stanley Hunt en el 2012, Plaza Canadá, Buenos Aires, Argentina

En otro ejemplo de preservación de la cultura de talla de su familia, en 2010 Stanley, su esposa Lavina y su hijo Jason Henry Hunt viajaron a Rancho Mirage California para restaurar el tótem de 30 pies de su padre, que fue encargado por Walter Annenberg y Leonore Annenberg en 1976. y reside en su casa histórica llamada Sunnylands. En 2015, Stanley y su hijo Jason viajaron nuevamente a California para restaurar otro tótem de Henry Hunt que precedió la llegada del poste de Sunnylands al Valle de Coachella cuando se instaló en Palm Springs. El poste de Palm Springs había sido un regalo para la ciudad en 1968 a través del programa de ciudades hermanas (inglés:sister city) y todavía reside en su ubicación original en Racquet Club Road en Victoria Park.